# Кравченко Алла Олександрівна
А́лла Олекса́ндрівна Кра́вченко (26 лютого 1942, місто Красний Лиман, тепер Лиман Донецької області — ?) — українська радянська діячка, електромеханік дистанції сигналізації і зв'язку станції Красний Лиман Донецької області. Депутат Верховної Ради СРСР 8-го скликання.

## Біографія
Народилася в родині робітника локомотивного депо. У 1959 році закінчила Краснолиманську середню школу № 4. З 1959 року працювала різноробом локомотивного депо станції Красний Лиман Донецької залізниці.
Освіта середня спеціальна. У 1963 році закінчила Артемівський залізничний технікум Донецької області, здобула спеціальність техніка-механіка.
З 1963 року — електромеханік дистанції сигналізації і зв'язку станції Красний Лиман Донецької залізниці Донецької області. Ударник комуністичної праці.
Без відриву від виробництва закінчила Харківський інститут інженерів транспорту.
Потім — на пенсії в місті Красний Лиман (Лиман) Донецької області.

## Нагороди
- медалі
- почесні грамоти ЦК ЛКСМУ